# Trichhoplomelas semirugosus
Trichhoplomelas semirugosus là một loài bọ cánh cứng trong họ Cerambycidae.